# Jordy Gaspar
Jordy Gaspar, né le 23 avril 1997 à Saint-Priest-en-Jarez (Loire), est un footballeur international angolais qui évolue au poste de latéral droit au Pau FC.

## Biographie

### Jeunesse et formation
Jordy Gaspar naît le 23 avril 1997 à Saint-Priest-en-Jarez, dans le département de la Loire. Alors qu'il est agé de deux ans, sa famille emmènage à Vaulx-en-Velin, commune de la métropole de Lyon. Gaspar débute le football au FC Vaulx-en-Velin, où son père est éducateur.
En 2008, il rejoint l'Olympique lyonnais à l'âge de 10 ans, et intègre le centre de formation.

### Carrière professionelle
Jordy Gaspar fait ses débuts professionnels en 2016, notamment lors d'un match de Ligue des champions de l'UEFA contre le Séville FC le 27 septembre 2016 (défaite 1-0). Sous contrat stagiaire et après l'échec des négociations pour la signature de son premier contrat professionnel avec son club formateur, Gaspar, formé au poste de latéral droit et également capable de jouer à gauche, se résout à un départ.
Le 16 juin 2017, Gaspar signe un contrat professionnel de trois ans avec l'AS Monaco. Il est immédiatement prêté au Cercle Bruges pour la saison 2017-2018 afin d'acquérir de l'expérience, où il joue 18 matchs et marque un but.
De retour à Monaco, Gaspar ne parvient pas à se faire une place dans l'équipe première et rejoint le Grenoble Foot 38 en 2020, où il retrouve du temps de jeu. Gaspar joue 86 matchs en Ligue 2 et marque un but. Son rendement à Grenoble attire l'attention de plusieurs clubs de Ligue 1,.
En janvier 2024, Jordy Gaspar signe avec le Pau FC, où il porte le numéro 12. Il arrive en remplacement de Thérence Koudou, rappelé par Reims en cours de prêt. Le 9 février 2024, il fait son retour à la compétition avec le Pau FC, après une longue période sans jouer.
En juin 2024, Gaspar prolonge son contrat d'une saison supplémentaire avec les Maynats.

## Statistiques détaillées

### Parcours amateur
| Saison                | Club                  | Championnat           | Championnat | Championnat | Coupe(s) nationale(s) | Coupe(s) nationale(s) | Compétition(s) continentale(s) | Compétition(s) continentale(s) | Compétition(s) continentale(s) | Total | Total |
| Saison                | Club                  | Division              | M.          | B.          | M.                    | B.                    | Comp.                          | M.                             | B.                             | M.    | B.    |
| 2014-2015             | Olympique lyonnais B  | CFA                   | 15          | 0           | -                     | -                     | -                              | -                              | -                              | 15    | 0     |
| 2015-2016             | Olympique lyonnais B  | CFA                   | 7           | 0           | 3                     | 0                     | UYL                            | 7                              | 0                              | 17    | 0     |
| 2016-2017             | Olympique lyonnais B  | CFA                   | 9           | 0           | -                     | -                     | UYL                            | 3                              | 1                              | 12    | 1     |
| 2018-2019             | AS Monaco B           | N2                    | 19          | 0           | -                     | -                     | -                              | -                              | -                              | 19    | 0     |
| 2019-2020             | AS Monaco B           | N2                    | 12          | 0           | -                     | -                     | -                              | -                              | -                              | 12    | 0     |
| Total sur la carrière | Total sur la carrière | Total sur la carrière | 62          | 0           | 3                     | 0                     | -                              | 10                             | 1                              | 75    | 1     |

### Parcours professionnel
| Saison                | Club                     | Championnat           | Championnat | Championnat | Championnat | Coupe nationale | Coupe nationale | Coupe nationale | Coupe de la Ligue | Coupe de la Ligue | Coupe de la Ligue | Supercoupe | Supercoupe | Supercoupe | Compétition(s) continentale(s) | Compétition(s) continentale(s) | Compétition(s) continentale(s) | Compétition(s) continentale(s) | Total | Total | Total |
| Saison                | Club                     | Division              | M.          | B.          | P.d.        | M.              | B.              | P.d.            | M.                | B.                | P.d.              | M.         | B.         | P.d.       | Comp.                          | M.                             | B.                             | P.d.                           | M.    | B.    | P.d.  |
| 2016-2017             | Olympique lyonnais       | Ligue 1               | 2           | 0           | 0           | -               | -               | -               | -                 | -                 | -                 | -          | -          | -          | C1                             | 1                              | 0                              | 0                              | 3     | 0     | 0     |
| 2017-2018             | Cercle Bruges KSV (prêt) | Proximus League       | 16          | 1           | 2           | 2               | 0               | 0               | -                 | -                 | -                 | -          | -          | -          | -                              | -                              | -                              | -                              | 18    | 1     | 2     |
| 2018-2019             | AS Monaco                | Ligue 1               | -           | -           | -           | -               | -               | -               | -                 | -                 | -                 | -          | -          | -          | C1                             | -                              | -                              | -                              | 0     | 0     | 0     |
| 2019-2020             | AS Monaco                | Ligue 1               | -           | -           | -           | -               | -               | -               | -                 | -                 | -                 | -          | -          | -          | -                              | -                              | -                              | -                              | 0     | 0     | 0     |
| 2020-2021             | Grenoble Foot 38         | Ligue 2               | 26          | 0           | 4           | -               | -               | -               | -                 | -                 | -                 | -          | -          | -          | -                              | -                              | -                              | -                              | 26    | 0     | 4     |
| 2021-2022             | Grenoble Foot 38         | Ligue 2               | 33          | 0           | 0           | -               | -               | -               | -                 | -                 | -                 | -          | -          | -          | -                              | -                              | -                              | -                              | 33    | 0     | 0     |
| 2022-2023             | Grenoble Foot 38         | Ligue 2               | 26          | 1           | 1           | -               | -               | -               | -                 | -                 | -                 | -          | -          | -          | -                              | -                              | -                              | -                              | 26    | 1     | 1     |
| 2023-2024             | Pau FC                   | Ligue 2 BKT           | 15          | 0           | 2           | -               | -               | -               | -                 | -                 | -                 | -          | -          | -          | -                              | -                              | -                              | -                              | 15    | 0     | 2     |
| 2024-2025             | Pau FC                   | Ligue 2 BKT           | 1           | 0           | 0           | -               | -               | -               | -                 | -                 | -                 | -          | -          | -          | -                              | -                              | -                              | -                              | 1     | 0     | 0     |
| Total sur la carrière | Total sur la carrière    | Total sur la carrière | 119         | 2           | 9           | 2               | 0               | 0               | 0                 | 0                 | 0                 | -          | -          | -          | -                              | 1                              | 0                              | 0                              | 122   | 2     | 9     |

## Palmarès

### En club
- Cercle Bruges KSV
  - Championnat de Belgique de D2
    - Champion : 2018